# Caspar Friedrich Renner
Caspar Friedrich Renner (* 20. März 1692 in Hannoversch Münden; † 31. Mai 1772 in Bremen) war ein deutscher Jurist, hannoverscher Intendant, Strukturar und Stadtvogt.

## Familie
Renner war der älteste Sohn des Arztes Peter Johannes Renner (1661–1726), der in Hannoversch Münden, in Celle und zuletzt in Bremen praktizierte. Er hatte 12 Geschwister, darunter waren drei Pastoren. In erster Ehe war er seit 1724 mit Marianne Brown/Brauns (1707–1751) verheiratet, eine Tochter des Oberjägers Roger Brown, erster Stallmeister am Landgestüt in Celle. Mit ihr hatte er 15 Kinder, darunter seinen späteren Gehilfen und Nachfolger Johann Christoph Georg Renner (1727–1799) und den Oberdeichgrafen in Wischhafen Adolph Friedrich Renner (1741–1812). Der Witwer heiratete 1752 auf Gut Marßel bei Lesum Augusta Friederika Mauritia von Weltzien (1719–1777). Diese zweite Ehe blieb kinderlos. Der Tierarzt und Gründer der Tierarzneischule in Jena Dr. Theobald Renner (1779–1850) und Caspar Friedrich Renner (1780–1816), Professor für Mathematik in Kasan (Russland) sind zwei seiner Enkel. Eine Großnichte war die Schriftstellerin Charlotte von Einem.

## Leben
Caspar Friedrich Renner studierte Rechtswissenschaften an der Universität Jena und der Universität Halle. 1717 wurde er Intendant der hannoverschen Güter des St.-Petri-Doms in und um Bremen. 1724 war er auch Strukturar des Bremer Doms und 1738 zugleich auch Stadtvogt in Bremen. Ab 1760 war sein Sohn Johann Christoph Georg sein Adjunkt. In seiner rund 50-jährigen Tätigkeit als Intendant und Strukturar sorgte er für eine grundlegende Renovierung des St. Petri Domes. Die Neugestaltung der Domsheide, Restaurierungen der Domschule Bremen, der Glocke und am nördlichen Domturm (Welsche Haube) wurden in seiner Zeit und nach seinen Plänen durchgeführt.
Renner verfasste außerdem zahlreiche Gelegenheitsgedichte. Bekannt geworden ist das plattdeutsche Gedicht Hennynk de Han (übersetzt Hennink der Hahn). Der Maler Johann Heinrich Menken (1766–1838) lieferte 1814 in einer Neuausgabe von Nikolaus Meyer dazu die Illustrationen. Meyer brachte hier im Vorwort auch eine Biografie zu C. F. Renner mit einer Liste seiner Veröffentlichungen.